# مدفع أم كيه 108
أم كيه 108 (بالألمانية: Maschinenkanone)، هو مدفع آلي من عيار 30 ملم صنع في ألمانيا خلال الحرب العالمية الثانية بواسطة شركة راينميتال لاستخدامه في الطائرات.
استخدم المدفع على نطاق واسع لأول مرة في عام 1943 كسلاح مضاد للقذائف خلال النصف الثاني من الحرب  في مدمرات القاذفات مسرشميت بي إف 110 و مسرشميت بي اف 109.

## تطوير
تم تطوير السلاح كمشروع خاص من قبل الشركة في عام 1940 وتم تقديمه إلى وزارة طيران الرايخ (RLM- Reich Aviation Ministry) استجابةً لمتطلبات عام 1942 للحصول على سلاح طائرة ثقيلة لاستخدامه ضد قاذفات القنابل الثقيلة التابعة للحلفاء التي تظهر فوق المناطق الخاضعة للسيطرة الألمانية. في ذلك الوقت. تحقق الاختبار من أن autocannon كان مناسبًا تمامًا لهذا الدور، حيث يتطلب في المتوسط أربع مرات فقط مع حمولة آر دي إكس 85جي وذخيرة شديدة الانفجار، لإسقاط القاذفات الثقيلة مثل بوينغ بي-17 القلعة الطائرة أو كونسوليداتيد بي-24 ليبراتور.
تم طلب MK 108 بسرعة إلى الإنتاج وتم تثبيته على مجموعة متنوعة من الطائرات المقاتلة لسلاح الجو النازي. شهدت أول خدمة تشغيلية في أواخر خريف عام 1943 مع مدمرات مسرشميت بي اف 109جي- 2 وفي مسرشميت بي اف 109جي-6 / يو4.

## تفاصيل التصميم

### آلية

MK 108 bolt cycle
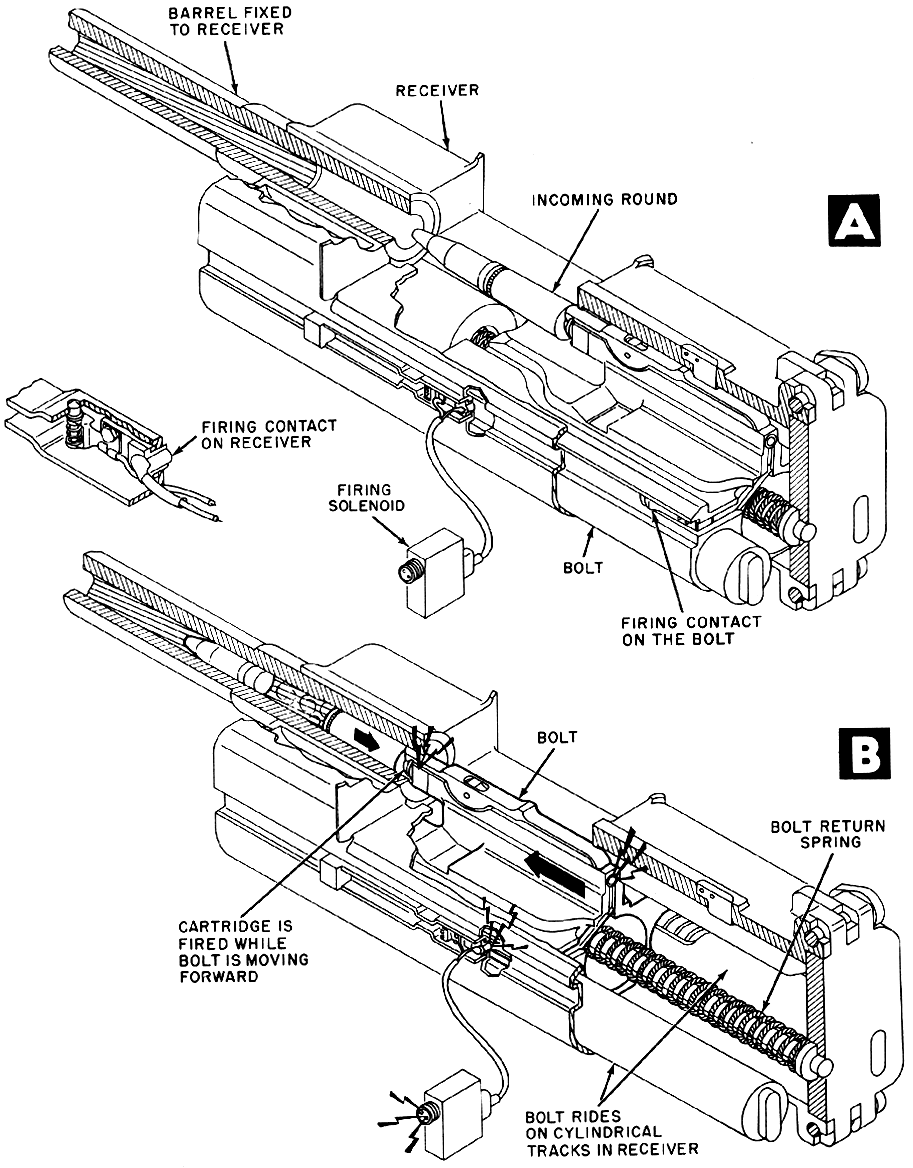
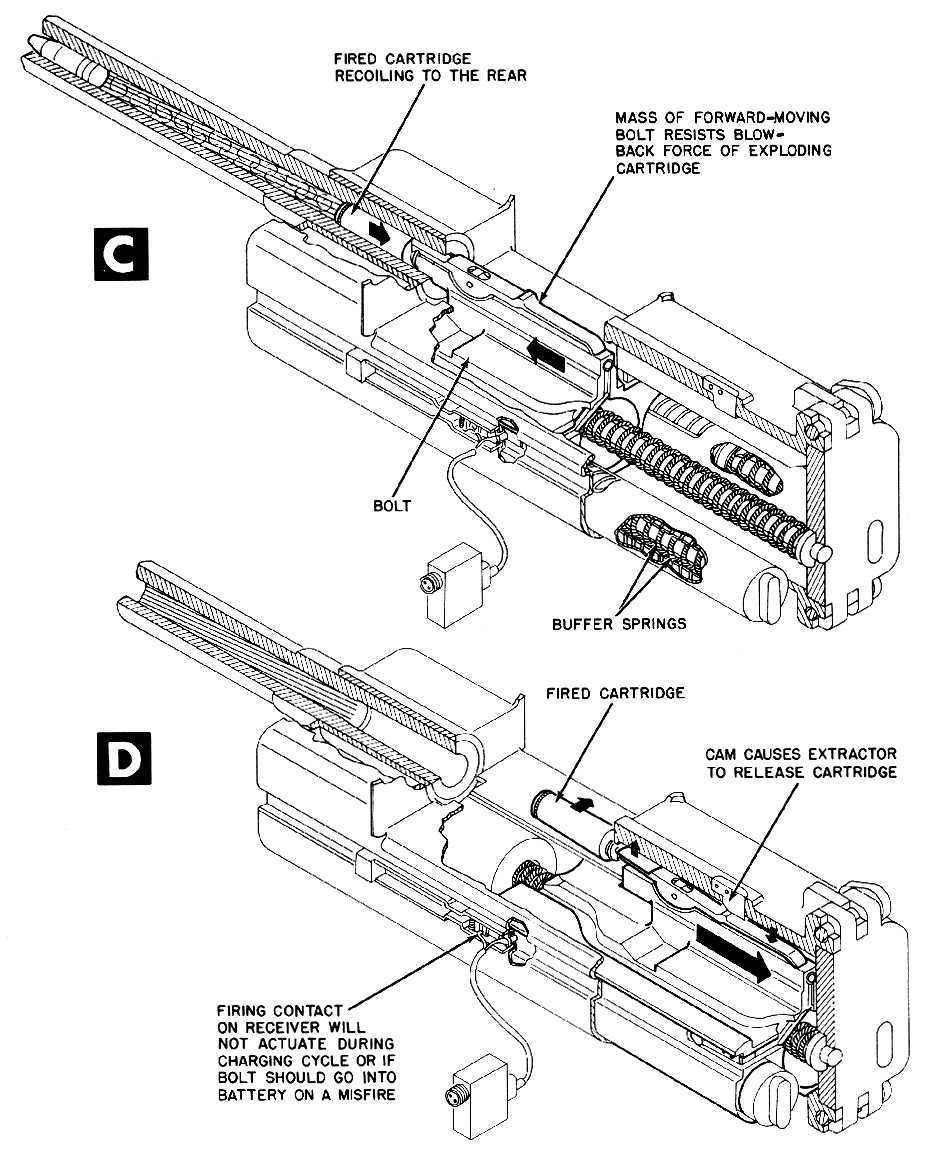

## التصاميم ذات الصلة
- MK 101 مدفع
- MK 103 مدفع
- MK 115 مدفع